# NGC 4606
NGC 4606 (również PGC 42516 lub UGC 7839) – galaktyka spiralna z poprzeczką (SBa), znajdująca się w gwiazdozbiorze Panny. Odkrył ją William Herschel 15 marca 1784 roku. Należy do Gromady w Pannie.